# Pikmeer
Het Pikmeer (Fries en officieel: Pikmar) is een meer in de provincie Friesland. Het meer wordt ten westen begrensd door het het dorp Grouw en ten oosten door het eiland de Burd en het wordt doorsneden door het Prinses Margrietkanaal.
Het Pikmeer is ook bereikbaar door de Kromme Grouw en via de Tijnje en Wijde Ee. In het Pikmeer liggen de twee eilanden Bloedkamp en Grut Eilân. Bloedkamp is bewoond, terwijl op Grut Eilân een starttoren voor zeilwedstrijden staat.
Het Pikmeer is bekend geworden doordat een ambtenaar vervolgd werd voor het storten van vervuilde baggerspecie in het meer. De rechtszaak hierover mondde uit in de belangrijke "Pikmeerarresten" die inhouden dat ambtenaren niet vervolgd kunnen worden voor hun handelen bij het uitvoeren van exclusieve overheidstaken.
De naam Pikmeer is afkomstig van het woord piek, een goede soort turf.
De naam is deel van de merknaam van een type motorjacht dat in Grouw gebouwd wordt, de Pikmeerkruiser.
Traditiegetrouw vindt de openingsronde van het SKS-kampioenschap Skûtsjesilen plaats op het Pikmar. Grou won de laatste wedstrijd in 2023, en zou ook kampioen worden.

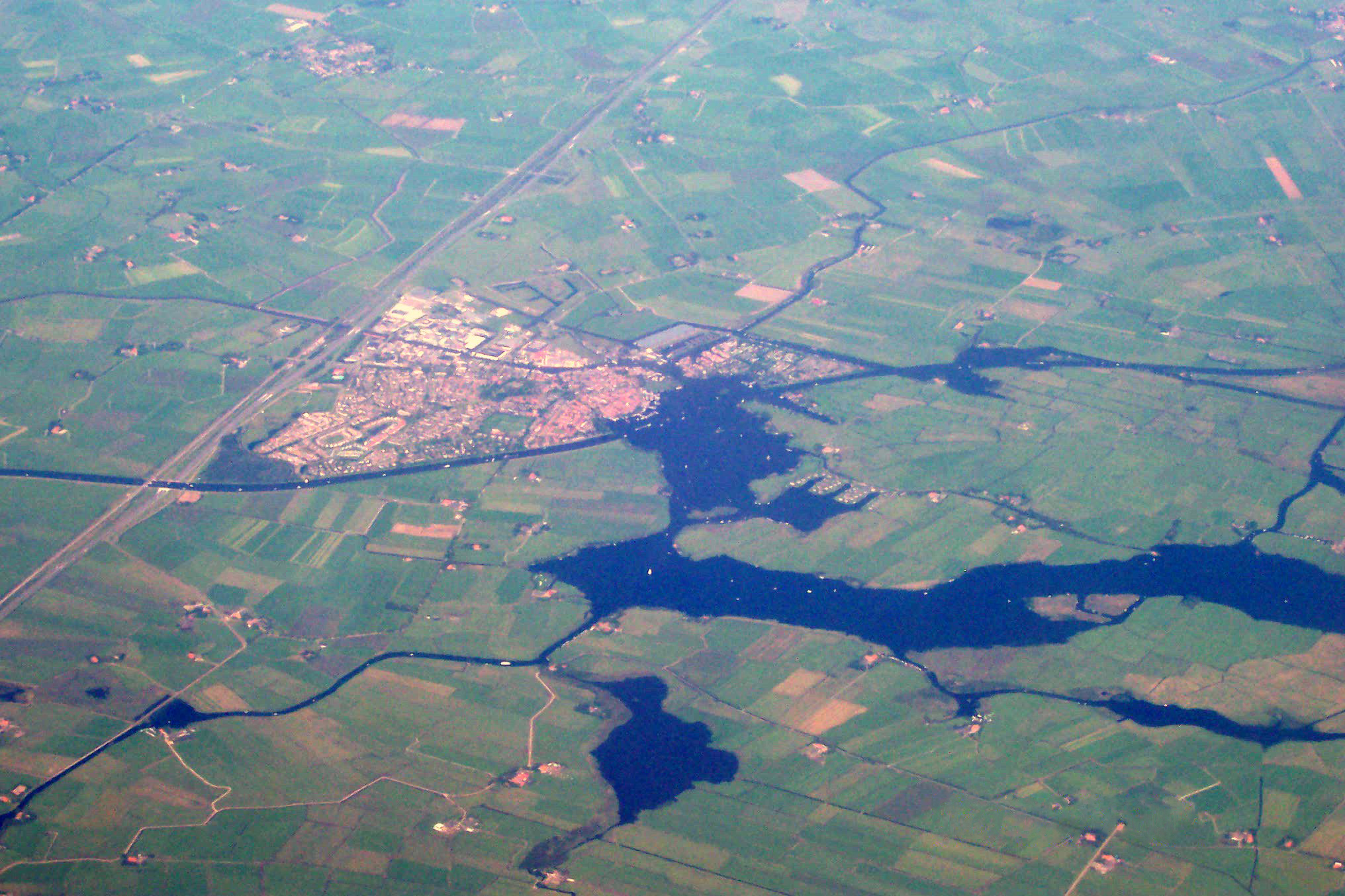
Pikmeer en Grouw vanuit de lucht